# بونویچینو
بونویچینو (به ایتالیایی: Bonvicino) یک کومونه در ایتالیا است که در استان کونیو واقع شده‌است.

## خصوصیات
بونویچینو ۷٫۲ کیلومترمربع مساحت و ۱۲۲ نفر جمعیت دارد.